# 2022 у Словаччині
Ця стаття містить список подій, що відбулися у 2022 році в Словаччині та подій, що мають зв'язок зі Словаччиною.

## Події

### Січень
- 1 січня – у Мартіні було засновано нову транспортну компанію (DPMM)[1][2]

### Лютий
- 4 лютого – у столиці Китаю Пекіні розпочалися Зимові Олімпійські ігри. Словаччину представили 50 спортсменів у 7 видах спорту[3].
- 9 лютого – словацька лижниця Петра Влгова виграла золоту олімпійську медаль у лижному виді спорту[4].
- 9 лютого – Національна рада Словацької Республіки схвалила, а президент Зузана Чапутова ратифікувала угоду про оборонне співробітництво зі США, яка дозволить американським збройним силам використовувати авіабазу Малацки та аеропорт Сляч[5].
- 19 лютого – збірна Словаччини з хокею здобула бронзову медаль з хокею на Олімпіаді в Пекіні[6] .

### Березень
- 30 березня – міністра внутрішніх справ Романа Мікулця залишився на своїй посаді[7].

### Квітень
- 5 квітня - журнал Forbes оприлюднив поточний рейтинг найбагатших людей світу, який очолив Ілон Маск зі статком 219 мільярдів доларів. Серед осіб словацького походження Андрей Бабіш посідає 654 місце в рейтингу зі статками 4,4 млрд. а від словаків на 1729 місці Іван Чренко зі статками 1,7 млрд. доларів[8].

### Травень
- 7 травня – перша леді США Джилл Байден прибула з візитом до Словаччини[9].

### Липень
- 30 липня – у Банській Бистриці завершився літній Європейський юнацький олімпійський фестиваль 2022, у якому взяли участь 2300 спортсменів із 48 країн[10].

### серпень
- 25 серпня – Управління ядерного нагляду видало дозвіл на пуск 3-го блоку Моховецької АЕС[11].

### Вересень
- 13 вересня – Президент Словаччини Зузана Чапутова призначила нових міністрів – Карела Гірмана (Міністра економіки), Віліама Караса (Міністра юстиції) та Растислава Кацера (Міністра закордонних справ). Керівництво департаментом освіти тимчасово доручено прем'єр-міністру Едуарду Гегеру. Раніше того ж дня вона прийняла відставку міністрів юстиції Марії Коликової, закордонних справ Івана Корчка, освіти Браніслава Грелінга та економіки Річарда Суліка[12].
- 24 вересня – на вулиці Середській у Трнаві з невідомих причин стався вибух газу в сімейному будинку, в якому перебувала літня людина віком 70 років. Під час вибуху пошкоджено майно сусіднього будинку[13][14].

### жовтень
- 2 жовтня – на вулиці Старомєстська в Братиславі, у районі Старе Місто, невдовзі після 22:25 за центральноєвропейським часом сталася серйозна дорожньо-транспортна пригода, автомобіль Škoda Superb зіткнувся з пішоходами, які чекали на зупинці громадського транспорту Zochova, внаслідок чого п’ятеро людей загинули (в тому числі четверо студентів університету), ще шість осіб отримали поранення. Аварію спричинив водій у стані алкогольного сп’яніння під час руху на великій швидкості. [15] [16]
- 3 жовтня – дев’ять членів парламентського клубу «Звичайні люди та незалежні особистості» у заяві, надісланій до редакцій кількох ЗМІ, оголосили про створення «Громадянсько-демократичної платформи». У своїй заяві вони розкритикували образливі заяви голови руху «Звичайні люди і незалежні особистості» Ігоря Матовича на адресу журналістів, закликали його вибачитися та створити пропозицію нової угоди «демократичних сил, яка відновить стабільну більшість у складі депутатів-демократів» у Національній раді. Водночас вони оголосили, що наступного дня не братимуть участі у голосуванні Національної ради Словацької Республіки (НР СР) щодо вотуму недовіри І. Матовичу як віце-прем’єр-міністру та міністру фінансів Словацької Республіки. [17] [18] [19]
- 4 жовтня :
  - Національні збори Словацької Республіки не прийняли рішення про вотум недовіри віце-прем'єр-міністру та міністру фінансів Словацької Республіки Ігорю Матовичу. За пропозицію проголосували лише 73 із 124 присутніх депутатів, а для звернення потрібно було не менше 76 голосів[20].
  - Президент Словацької Республіки (СР) Зузана Чапутова за пропозицією Прем’єр-міністра Словацької Республіки Едуарда Хегера призначила педагога Яна Горецького міністром освіти, науки, досліджень і спорту Словацької Республіки[21][22] .
- 12 жовтня – на вулиці Замоцькій у Братиславі це сталося близько 19:00. стався теракт, який забрав двоє життів і одну поранену людину. [23]
- 13 жовтня – Словаччина стала асоційованим членом Європейського космічного агентства (ESA) [24]

### Грудень
- Парламент Словацької Республіки схвалив законопроєкт, згідно якого забороняються польоти дронів над військовими об'єктами країни.[25]